# 中鋁國際工程
中鋁國際工程股份有限公司（港交所：2068；上交所：601068）是中國鋁業公司旗下從事工程設計和諮詢、工程及施工承包及裝備製造的公司。
2012年6月，中鋁國際工程在香港進行公開招股，招股價為3.93至4.73港元，集資14.35至17.24億港元。中鋁國際工程引入了七冶建設、雲錫（香港）源興、中國西電集團、北京君道科技、江西變壓器科技及雲鋁國際為基礎投資者，6家公司合共認購1億美元股份。中鋁國際工程最終以招股價下限3.93元訂價，公開發售部分認購率為4.4%。中鋁國際工程在7月6日在香港交易所上市。

## 外部連結
- 中鋁國際工程網站 （页面存档备份，存于）
- 中鋁國際工程招股章程